# Laura Fortuny Bonet
Laura Fortuny Bonet (Barcelona, 1992) és una arxivera catalana, tècnica a l'Arxiu Històric de la Ciutat de Barcelona i que exerceix també com a docent del màster en Arxivística i Gestió de Documents de la Universitat Autònoma de Barcelona.
Nascuda a Barcelona el 1992, és filla del barri de Sant Antoni. La seva formació va passar primer pel grau en Història a la Universitat Autònoma de Barcelona, i després al màster en Arxivística i Gestió de Documents per l'Escola Superior d'Arxivística i Gestió de Documents, adscrita a la mateixa universitat, i el màster en Gestió Documental i Informació a les empreses a la Universitat de Barcelona.
Després d'exercir de tècnica d'arxiu a diverses empreses, el 2017, va passar a ser tècnica superior d'arxiu de l'Arxiu Històric de la Ciutat de Barcelona, on s'ha dedicat al tractament documental dels diferents fons que conserva l'arxiu, en l'àmbit d'arxiu medieval i modern. Ha treballat amb diversa documentació, destacant el fons municipal, i concretament la secció d'obreria, on, juntament amb Oriol Calvet, van sistematitzar tots els noms i malnoms dels carrers de Barcelona, especialment del segle xviii, per tal de facilitar la consulta de la documentació als usuaris.
Es va fer especialment coneguda arran de la difusió que va fer de la documentació amb la qual treballava amb la voluntat d'apropar-la al gran públic, i molt més notòria arran de la pandèmia de COVID-19, a través del seu compte de Twitter amb les publicacions sobre la història de Barcelona a partir de la documentació original d'arxiu, com per exemple un sorteig del segle xviii per a dones casadores pobres.